# 安格拉·希特勒
安格拉·希特勒（Angela Hitler）是納粹德國元首阿道夫·希特勒同父異母的姐姐。她與第一任丈夫萊奧·勞巴爾（Leo Raubal）生下了格莉·勞巴爾。

## 生平
1883年7月28日，安吉拉·希特勒出生於奧匈帝國茵河畔布勞瑙，是阿洛伊斯·希特勒和他的第二任妻子弗朗西斯卡·馬策爾斯貝格爾的第二個孩子。1884年，她的母親過世。她和弟弟小阿洛伊斯·希特勒（Alois Hitler, Jr.）由父親及第三任妻子克拉拉·波爾茨爾 （Klara Pölzl）撫養長大。她的同父異母弟弟阿道夫·希特勒比她小六歲，他們之間的關係非常親密。安吉拉·希特勒是阿道夫·希特勒自傳《我的奮鬥》中唯一被提及的兄弟姊妹。
安吉拉·希特勒父親於1903年去世，繼母於1907年去世，留下了一小筆遺產。1903年9月14日，她與初級稅務檢查員利奧·勞巴爾（Leo Raubal）結婚，並於1906年10月12日生下兒子利奧。1908年6月4日，安吉拉生下格莉·勞巴爾。1910年1月10日，安吉拉生下第二個女兒埃爾弗里德（Elfriede Maria Hochegger）。她的丈夫萊奧·勞巴爾於1910年去世。
第一次世界大戰結束後，她移居維也納。沃爾特·蘭格的戰時報告《阿道夫·希特勒的思想》是美國戰略情報局對希特勒家族的簡介，該報告中對這一時期的安吉拉進行了積極的描述，稱她為「一個相當正派和勤勞的人」。
1919年，阿道夫與安吉拉重新建立聯繫，這十年之間，安吉拉沒有收到他的任何消息。1924年，阿道夫被囚禁在蘭茨貝格監獄，安琪拉從維也納趕來探望他。1928年，她和格莉·勞巴爾搬到了貝希特斯加登附近上薩爾斯堡的瓦亨菲爾德之家，成為希特勒的管家，後來又被任命負責希特勒擴建後的隱居地的管家。格莉·勞巴爾於1931年自殺。
1936年2月18日，安吉拉·希特勒與建築師馬丁·哈米奇（Martin Hammitzsch）結婚，馬丁·哈米奇設計了德勒斯登的Yenidze香菸廠，後來成為德勒斯登國立建築學校的校長。
1936年6月26日，安吉拉夫婦倆返回帕紹。安吉拉夫婦拜訪小時候居住過的位於因河畔的房子時，在訪客登記簿上留下了記錄，當地報紙對此進行了報道。
阿道夫·希特勒顯然不贊成這樁婚事，並稱安吉拉·希特勒為“哈米奇夫人”。希特勒似乎在第二次世界大戰期間與她重新建立了聯繫，因為安吉拉仍然是他與其他家人的中間人，他不想與其他家人有任何聯繫。
1945年春天，2月13日至14日的大規模空襲摧毀德勒斯登後，阿道夫·希特勒將安吉拉轉移到貝希特斯加登，以避免她被蘇聯人俘虜。他還借給她和妹妹寶拉·希特勒超過100,000英鎊。希特勒在遺囑中承諾，從他留給德國政府的個人財富中，每月為安吉拉提供1,000元的養老金。目前尚不確定她是否收到任何款項，因為希特勒的瑞士銀行帳戶一直被凍結至1990年代，大部分資金被美國政府扣押。 
她的第二任丈夫馬丁·哈米奇在德國戰敗後不久自殺。